# Mem
|  | <<Mem>> redirigeix aquí. Potser estàveu buscant Mem d'internet. |

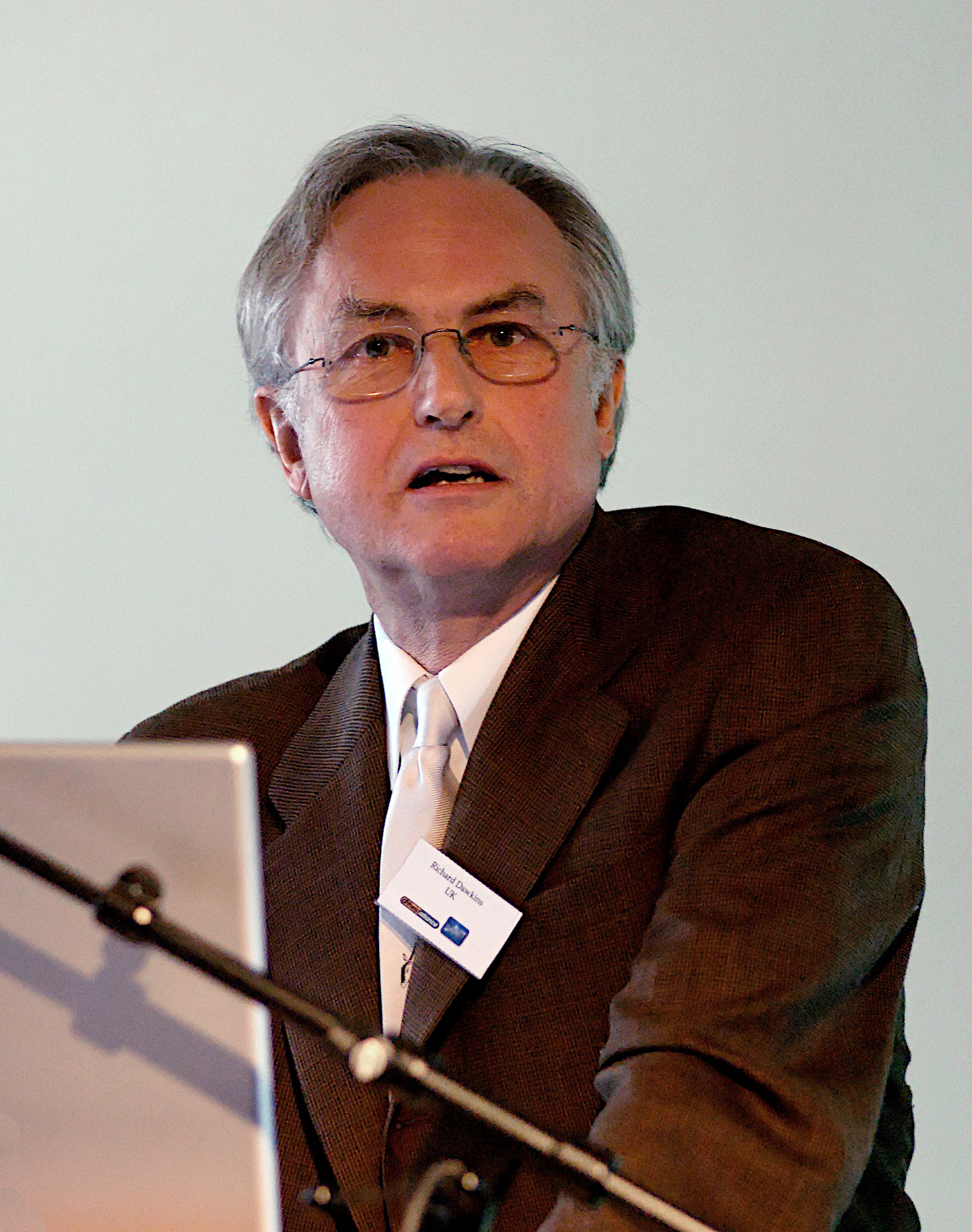
Richard Dawkins va encunyar el terme anglès meme al seu llibre de 1976 titulat The Selfish Gene (El gen egoista).

Un mem és, segons les teories sobre la transmissió de la cultura a les noves generacions, la unitat mínima de transmissió de l'herència cultural.
Un mem actua com una unitat que transmet idees, símbols o pràctiques culturals, que es poden transmetre d'una ment a una altra mitjançant l'escriptura, la parla, els gestos, els rituals o altres fenòmens imitables. Els partidaris del concepte consideren els mems com a anàlegs culturals als gens, ja que s’autorepliquen, muten i responen a pressions selectives. Un mem pot ser un costum, una moda, frase, melodia (falca musical) i pot tenir to humorístic com per exemple mems d'internet.

## Etimologia
El neologisme mem és un escurçament (modelat fent una analogia amb el terme gen) de mimeme (del grec antic μίμημα pronunciat [míːmɛːma], 'cosa imitada', aquest de μιμεῖσθαι, 'imitar', aquest al seu torn de μῖμος, 'mim'). És un concepte encunyat per l'etòleg Richard Dawkins en el seu llibre The Selfish Gene (El gen egoista) (1976) com un concepte per debatre amb els principis de l'evolució, que serviria per a explicar la difusió de les idees i altres fenòmens culturals. Com a exemples de mems, al llibre s'inclouen melodies (falques musicals), frases, tendències de moda, entre d'altres.

## La tesi de Dawkins
Segons Dawkins, hi ha dos diferents menes de processadors d'informació:
- El genoma o sistema de gens en els cromosomes de les cèl·lules de cada individu, que determina el genotip. Aquest ADN constitueix la natura biològica de tot ésser viu, en particular de l'ésser humà. Els gens es transmeten sexualment d'una generació a l'altra mitjançant la seva replicació.
- El cervell i el sistema nerviós, que permet el processament de la informació cultural. L'esmentada informació es transmet per ensenyament, imitació (mimesi) o assimilació, i es pot dividir en unitats simples (tals com una idea, un concepte, una tècnica, una habilitat, un costum, una manera de fabricar un estri, etc.) que, no sense certa ambigüitat, Dawkins anomena mems.

La tesi més important de Dawkins és que els trets culturals, o mems, també es repliquen. Per analogia amb l'agrupació dels gens en cromosomes, es considera també que els mems s'agrupen en dimensions culturals, que poden augmentar amb noves adquisicions de cultura. La gran diferència és que, mentre que els cromosomes són unitats naturals i ubicades físicament a l'ADN, independents de les accions, les dimensions culturals són construccions humanes. Així, la cultura no és tant un conjunt de formes de conducta, sinó més aviat informació que especifica aquestes formes de conducta.

## Transmissió dels mems
Per al conjunt dels mems es donen les característiques pròpies de tot procés evolutiu: 
1. Fecunditat. Algunes idees són especialment efectives, com, (p. ex.: el concepte de Déu).
2. Longevitat. Moltes d'aquestes persisteixen durant molt temps: la monogàmia, o la fe, per exemple.
3. Conservació o fidelitat en la replicació: caràcter conservador de les tradicions i de moltes creences i supòsits, al llarg de generacions, especialment les transmeses verticalment de pares a fills o de mestres a alumnes).

Al seu torn, els mems es donen en un ampli camp de variació, ells mateixos es repliquen per mecanismes d'imitació i transmissió de cervell a cervell i engendren un ampli ventall de còpies que subsisteixen en diversos mitjans. Amb això tenim el marc general d'un procés evolutiu que Dawkins compara amb l'evolució biològica, i fins i tot arriba a acceptar que els mems han de ser considerats com estructures vives no solament metafòricament, sinó tècnicament. Els mems alternatius, que poden servir per a efectuar la mateixa funció, són anomenats al·lelomems o mems homòlegs. Al seu torn, els mems poden agrupar-se formant macromems, que constitueix un sistema de molts mems estructurats i interrelacionats que formen un objecte cultural complex, tal com una llengua, una teoria, una mitologia, etc. En general, la major part de les construccions teòriques que sostenen la teoria de l'evolució de les espècies, són aplicades pels defensors de les tesis de Dawkins a la teoria dels mems.
De la mateixa manera que els gens es repliquen a si mateixos sense prosseguir cap finalitat més que la d'autoreplicar-se, segurament, no són conscients de l'esmentat procés, els mems tendeixen a replicar-se sense perseguir tampoc cap finalitat: les idees bones no són pròpiament bones si no són capaces de ser, alhora, bones replicadores de si mateixes. D'aquesta manera, els mems són indiferents a la veritat, com els gens són aliens a qualsevol classificació. Aquest mecanisme d'autoreplicació no és exclusiu de sistemes vius, com l'ADN i l'ARN: certs polímers i cristalls, i els virus informàtics mostren aquest comportament i, per tant, no hauria de resultar il·lògic en quelcom inert com un mem.

## Desenvolupament de la teoria
Diversos investigadors van desenvolupar la teoria dels mems i la uneixen a les tesis de Lumsden i Wilson o que les vinculen amb els estudis de Luca Cavalli-Sforza. A més del mateix Dawkins, F. T. Cloak, J. M. Cullen, E. Moritz, A. Lynch i alguns altres autors, són els representants d'aquesta concepció de la transmissió i evolució cultural.
Com a explicació de l'evolució de la cultura, encara apareix com una preteoria en fase d'acumulació de dades i d'elaboració d'un aparell matemàtic suficient. Els estudis de Cavalli-Sforza i Marc Feldman proporcionen una bona base de partida per a l'estudi quantitatiu de la transmissió i evolució cultural, encara que aquests autors no defensen exactament la teoria principal dels mems de Dawkins. En qualsevol cas, aquests estudis iniciats des de la perspectiva de la genètica, la sociobiologia i l'etologia són la primera aproximació no merament qualitativa al procés de la transmissió i evolució cultural, i pretenen emparar-se en la tradició científica de l'evolucionisme.
Però mentre els processos evolutius biològics es regeixen pel model darwinià, l'evolució de la cultura, amb intervenció humana directa, sembla seguir més aviat un model de tipus lamarckià de transmissió de caràcters adquirits, el qual permet una evolució rapidíssima —potenciada per la velocitat gairebé instantània dels mitjans de comunicació— comparada amb els processos darwinians. En qualsevol cas, la constitució genètica humana està determinada per uns 3.000 milions de nucleòtids procedents de l'ADN matern i altres punts procedents de l'ADN patern. Però les neurones del sistema nerviós són 10.000 vegades més nombroses i les connexions entre aquestes encara molt més. És per això que intentar la creació d'un model matemàtic que permeti entendre l'evolució cultural encara és una empresa molt difícil, tot i que hi estan dedicant notables esforços els autors esmentats i els teòrics de la intel·ligència artificial. En aquest últim sentit van els estudis de Daniel Dennett, Donald Davidson i altres filòsofs que defensen la memètica.

## Altres teories similars
Altres autors han assenyalat una idea semblant i han proposat altres termes per designar aquestes unitats mínimes d'informació cultural. Així, per exemple, Edward O. Wilson i C. J. Lumsden han proposat el terme culturgen, i encara que en les obres d'aquests autors hi ha un tractament quantitatiu de la transmissió dels culturgens, s'ha acabat imposant la terminologia de Dawkins, encara que no tots els defensors de la teoria memètica comparteixin totes les tesis d'aquest autor.

## Cultura popular
El 2018 el Centre de Cultura Contemporània de Barcelona va celebrar el seu primer "memefest", autodescrita com La festa del folklore digital i l'humor a Internet. El mateix any 2018, la Universitat de Barcelona va convocar un concurs de mems d'internet a les xarxes socials Twitter i Instagram, amb el nom de #memsUB 2030.
D'altra banda, el projecte amemsillegim promociona la literatura catalana fent servir aquest recurs.